# 華東師範大学
華東師範大学 （かとうしはんだいがく、中文表記: 华东师范大学、英文表記: East China Normal University, ECNU） は、1951年10月に大夏大学（1924年）と光華大学（1925年）を併せて設立された国家教育部直属の全国重点大学で、教育科学、社会科学、人文科学、自然科学、技術科学、管理科学の各分野を一カ所に兼ね備えた総合研究型大学である。大学には19の学院があり、学部65学科、修士授与資格177項目、博士授与資格120項目、オーバードクター流動拠点（研究・研修・養成所）8カ所が含まれている。本学は1960年代より外国留学生の招致を始め、今に至るまで1万名余りの博士、修士、学士、および語学進修生を送り出している。
校舎は国際的大都市上海にあり、美しいキャンパスにヨーロッパ風と伝統中国風の建物が交じり合っている様は、「ガーデンキャンパス」とも称されるほどである。 とても自由な校風で、教育界や言論界に優秀な人材を多数輩出している。

## 学院
- 人文と社会科学学院
- 教育学部（学前教育と特殊教育学院...）
- 心理と認知科学学院
- 外国語学院
- 経済と経営学部（経済学院、公共管理学院、統計学院...）
- 法政学院
- 体育と健康学院
- 地球科学学部（地学科学学院、生態と環境科学学院、都市と地域科学学院...）
- 数学科学学院
- 物理と電子科学学院
- 化学と分子科学学院
- 生命科学学院
- 情報学部（情報理工学院、ソフトウェアエンジニアリング学院、データ科学学院、通信と電子工学学院...）
- 対外漢語学院
- 芸術学院
- 設計学院
- メディア学院
- 社会開発学院

## 出身者
- 李源潮 - 中華人民共和国の政治家。中華人民共和国副主席。第17・18期中国共産党中央政治局委員。
- 王滬寧 - 中華人民共和国の政治哲学者、政治家。第18期中国共産党中央政治局委員、党中央政策研究室主任。「三朝帝師」と呼ばれる。
- 韓正   - 中華人民共和国の政治家。第18期中国共産党中央政治局委員、上海市党委書記。
- 崔天凱 - 中華人民共和国の外交官、政治家。前中国外交部次官補、元駐日本特命全権大使。
- 馮正虎 - 中華人民共和国の人権活動家。
- 劉翔   - 陸上競技選手。2004年アテネオリンピック男子110mハードル金メダリストであり、アジア人で唯一のオリンピックの陸上短距離種目における金メダリスト。世界選手権優勝、オリンピック金メダル、世界記録樹立を達成した。
- 楊凱栄 - 日本の中国語学者。東京大学教授、日本中国語学会副会長。

## 日本における協定校
- 杏林大学
- 文教大学
- 京都産業大学
- 横浜国立大学
- 立教大学
- 長崎大学
- 明治大学
- 筑波大学
- 早稲田大学
- 亜細亜大学

部局間協定
- 九州大学と外国語学院

関西大学